# Wilmerding (Pennsylvanie)
Wilmerding est un borough situé dans le comté d'Allegheny, en Pennsylvanie, aux États-Unis,. En 2010, il comptait une population de 2 190 habitants. Il est incorporé en mars 1890.

## Démographie
Lors du recensement de 2010, le borough comptait une population de 2 190 habitants. Elle est estimée, le 1er juillet 2019, à 13 821 habitants.

## Patrimoine architectural
- Église Saint-Louis-de-Gonzague (catholique)
- Siège de la Westinghouse Air Brake Company, construit en 1890

### Source de la traduction
- (en) Cet article est partiellement ou en totalité issu de l’article de Wikipédia en anglais intitulé « Wilmerding, Allegheny County, Pennsylvania » (voir la liste des auteurs).